# Udo Mierke
Udo Mierke ist ein Regisseur, Theaterleiter, Dramaturg und Verleger.

## Biografie
Er studierte Kunstgeschichte und Philosophie an der Universität zu Köln. Von 1990 bis 1993 realisiert er verschiedene Medienprojekte für und mit Jugendlichen. 1992 wurde er mit dem Sonderpreis der Kommission der EU in Royan (Frankreich) für sein Projekt „Position ’92“ für die Konzeption und Realisation neuer Wege in der medialen Bildung ausgezeichnet.
Von 1992 bis 1998 arbeitet er als Kommunikationsdesigner für verschiedene mittelständische Wirtschafts- und Kulturbetriebe.
Seit 1994 ist er für das 1989 von Claudia Hann betriebene Kölner Cassiopeia Theater als Kommunikationsdesigner und Regisseur tätig. Zudem arbeitet er zwischen 1993 und 1996 für verschiedene freie und private Theater aus dem Großraum Köln. Zur Ergänzung des Tourneebetriebes erfolgt 1999 die Gründung der stehenden Cassiopeia Bühne als Fachspielstätte für zeitgenössisches Figurentheater und für Autorentheater in der Kölner Altstadt. 2004 gründet er den Cassiopeia TheaterVerlag zur Publikation theaternaher Literatur. 2008 Umzug der von ihm und Claudia Hann geleiteten Cassiopeia Bühne in großzügigere Räumen in das rechtsrheinische Köln.
Als Regisseur wurde Mierke seit 2005 mehrfach für den Kölner Kinder- und Jugendtheaterpreis nominiert. Er erhielt eine Auszeichnung zum Jugendtheater des Monats Oktober 2006 sowie zum NRW-Kindertheater des Monats Juni 2009, Theater für Youngsters Schleswig-Holstein 2010. Im Abendprogramm (als einziges Figurenspiel) war er nominiert für Theaterzwang 2006.

## Künstlerisches Wirken

### Darstellende Kunst

#### Regie
- „NiemandsKind“. Von C. Hann, Musiktheater, Familientheater. Uraufführung 2011.
- „Das Verhör der Katharina Güschen“. Von R. Steinbach-Fuß und U. Mierke. Schauspiel. Uraufführung 2010.
- „Mimi auf der Suche. Das Geheimnis der Bergelfen“. Von C. Hann, Musiktheater, Familientheater. Uraufführung 2009.
- „Kleiner Drache, flieg!“. Von C. Hann, Musiktheater, Familientheater. Uraufführung 2007.
- „Kranichmädchen. Geschichte vom Glück“. Von C. Hann. Musiktheater, Familientheater. Uraufführung 2006.
- „Max auf den Bäumen. Das Rätsel des eisernen Turmes“. Von C. Hann. Musiktheater, Familientheater. Uraufführung 2004.
- „Kleines Wildpferd!“. Von C. Hann. Musiktheater, Kindertheater. Uraufführung 2003
- „Amor und Psyche – Ein Spiel mit Masken für Mann und Frau.“. Von C. Hann und U. Mierke. Schauspiel nach dem Roman „Metamorphosen“ von Lucius Apuleius. Uraufführung 2001
- „Aymineh – Die Freiheit des Hirtenmädchens.“ Von C. Hann und U. Mierke. Schauspiel frei nach der anatolischen Hirtenerzählung von Elsa Sophia von Kamphoevener. Uraufführung 2000
- „Jorinde und Joringel.“ Von C. Hann. Schauspiel nach dem Märchen von Heinrich Jung Stillung. Uraufführung 2000
- „Mit allen Sinnen Lesen: Liebe und Verwandlung.“ Von C. Hann und U. Mierke. Schauspiel aus Werken von Ovid, Platon, Hann. Uraufführung 1999
- "Peter und der Wolf." Schauspiel von C. Hann nach Sergej Prokofjew. Erstaufführung 1998
- „Das häßliche Entlein.“ Von C. Hann nach H. C. Andersen. Schauspiel frei nach H. C. Andersen. Uraufführung 1996
- „Höre Seneca! – Der Monolog der Agrippina.“ Von C. Hann. Monodramatisches Solospiel. Uraufführung 1996
- „Stationen der Nacht – Und das Licht drang durch die Mauern.“ Von C. Hann mit den Koautoren: B. Langehenke, B. Schmiester. Uraufführung 1995
- „Barbie? Mein Name ist Barbara.“ Schauspiel von C. Hann. Koautor: U. Mierke. Uraufführung 1995
- "Goldfuß." Von C. Hann nach einem französischen Schmiedemärchen. Erstaufführung 1995
- „Wahnweg.“ Monodram von C. Hann, Koautor: B. Langehenke. Uraufführung 1994
- „Die Chinesische Nachtigall.“ Von C. Hann. Schauspiel nach H. C. Andersen. Uraufführung 1992

#### Dramatisierungen als Regisseur und Verleger
- „Kleiner Drache, flieg!“. Von C. Hann
- „Kranichmädchen. Geschichte vom Glück“. Von C. Hann.
- „Max auf den Bäumen. Das Rätsel des eisernen Turmes“. Von C. Hann.
- „Kleines Wildpferd!“. Von C. Hann.
- „Jorinde und Joringel.“ Von C. Hann.
- "Peter und der Wolf." Von C. Hann nach Sergej Prokofjew.
- „Das häßliche Entlein.“ Von C. Hann nach H. C. Andersen.
- „Höre Seneca! – Der Monolog der Agrippina.“ Von C. Hann.
- „Stationen der Nacht – Und das Licht drang durch die Mauern.“ Von C. Hann mit den Koautoren: B. Langehenke, B. Schmiester.
- "Goldfuß." Von C. Hann nach einem französischen Schmiedemärchen.
- „Wahnweg.“ Von C. Hann. Koautor: B. Langehenke. Uraufführung 1994

#### Dramatisierungen als Regisseur und Koautor
- „Das Verhör der Katharina Güschen“. Von R. Steinbach-Fuß und U. Mierke. Schauspiel. Uraufführung 2010
- „Amor und Psyche – Ein Spiel mit Masken für Mann und Frau.“. Von C. Hann und U. Mierke. Schauspiel nach dem Roman „Metamorphosen“ von Lucius Apuleius. Uraufführung 2001
- „Aymineh – Die Freiheit des Hirtenmädchens.“ Von C. Hann und U. Mierke. Schauspiel frei nach der anatolischen Hirtenerzählung von Elsa Sophia von Kamphoevener. Uraufführung 2000
- „Mit allen Sinnen Lesen: Liebe und Verwandlung.“ Von C. Hann und U. Mierke. Schauspiel aus Werken von Ovid, Platon, Hann. Uraufführung 1999
- „Barbie? Mein Name ist Barbara.“ Schauspiel, Koautor: U. Mierke. Uraufführung 1995

#### Spielfilm
- „Ein Mann für meine Frau“. Spielfilm, Assistant Cameraman, Westdeutsche Universum Film, ZDF.
- „Ein treuer Diener seines Herrn“. Grillparzer. Kinderrolle Bela, WDR.

### Theatermusikregie (Studio)
- „Kleiner Drache, flieg!“ Theatermusik von C. Hann für Klavier. 2007
- „Kranichmädchen. Geschichte vom Glück“ Theatermusik von C. Hann für Klavier, Kontrabass, Fagott, Tenorflöte, Altflöte, Akustische Gitarre, E-Gitarre, Trommeln. 2006
- „Max auf den Bäumen. Das Rätsel des eisernen Turmes“ Theatermusik von C. Hann für Klavier, Kontrabass, Harfe, Tenorflöte, Altflöte, Sopranflöte, Sopranino, Trommel. 2004
- „Kleines Wildpferd!“. Theatermusik von C. Hann für Klavier und Flöten. 2003
- "Peter und der Wolf." Nach Sergej Prokofjew. Erstaufführung 1998
- „Das häßliche Entlein.“ Theatermusik von C. Hann und L. Affair für Klavier, Gitarre, Saxophon, Klarinette, Kontrabass, Uraufführung 1996

### Hörbuch, Regie
- „Max auf den Bäumen. Das Rätsel des eisernen Turmes“. TheaterHörbuch, 2005

### Kommunikationsdesign & Grafikdesign
- „Max auf den Bäumen. Das Rätsel des eisernen Turmes“. Epidram, Kinderbuch, Konzept & Gestaltung, 2010
- „Kleines Wildpferd!“. Kinderbuch, Gestaltung, 2005
- Publikation von Theaterperiodika
- Publikation von Theatertexten